# Рапануйский язык
Рапану́йский язык (рап. Vananga rapa nui [ˈɾapa ˈnu.i]) — один из океанийских языков центрально-восточно-малайско-полинезийской надветви малайско-полинезийской ветви австронезийской семьи языков, на котором говорят аборигены острова Пасхи (рапануйцы). Рапануйский язык является одним из двух официальных языков (помимо испанского) в чилийской провинции Исла-де-Паскуа, включающей в себя остров Пасхи и прилегающие острова.
Рапануйский язык близок, например, тонганскому, таитянскому и гавайскому языкам (все четыре языка относятся к полинезийской языковой подгруппе).
В настоящее время записывается латиницей; в прошлом, возможно, записывался письмом ронго-ронго. 

## Социолингвистическая информация
На острове Пасхи рапануйский язык, наряду с испанским, является официальным. По данным 2017 года, численность людей, определяющих себя рапануйцами, оценивалась в Чили (и на острове, и на материке) в примерно 9 399 человек. По данным на 2000 год, в Чили проживало всего около 3 390 говорящих на рапануйском языке, 2 200 говорящих — на острове Пасхи, от 200 до 300 жило на Таити и в США. Согласно данным на 2016 год, количество говорящих — 1000 человек.
Помимо рапануйского языка, все жители Острова Пасхи свободно владеют также испанским языком. Почти все рапануйские дети с рождения говорят по-испански, а те рапануйцы, что владеют рапануйским языком, осваивают его уже в более зрелом возрасте, при этом они нередко вставляют в свою рапануйскую речь испанские слова. 
Существует немало памятников этого языка: к их числу относятся мифы, легенды, генеалогии и песни. Группа Matato'a (основана в 1996 году), исполняющая музыку по-рапануйски, является одной из самых известных с Острова Пасхи.

## Письменность

### Современная письменность
Современная письменность рапануйского языка существует на латинской основе (макроны означают долготу гласных):
| Буква | МФА | Пример      | Перевод              |
| A, a  | a   | ariŋa       | лицо                 |
| Ā, ā  | a:  | 'karā       | крыло                |
| E, e  | e   | era         | тот, та, то          |
| Ē, ē  | e:  | 'ēē         | да                   |
| H, h  | h   | hare        | дом                  |
| I, i  | i   | ivi         | кость                |
| Ī, ī  | i:  | hāpī        | обучать              |
| K, k  | k   | koe         | ты                   |
| M, m  | m   | maika       | банан                |
| N, n  | n   | nui-nui     | большой              |
| Ŋ, ŋ  | ŋ   | ŋaŋata      | мужчины              |
| O, o  | o   | oru         | свинья               |
| Ō, ō  | o:  | pō          | ночь                 |
| P, p  | p   | poki        | ребёнок              |
| R, r  | ɾ   | roŋo        | сообщение            |
| T, t  | t   | te          | определённый артикль |
| U, u  | u   | uma         | грудь                |
| Ū, ū  | u:  | hetu'u putū | февраль              |
| V, v  | β   | vi'e        | женщина              |
| '     | ʔ   | to'oku      | мой                  |

### Ронго-ронго

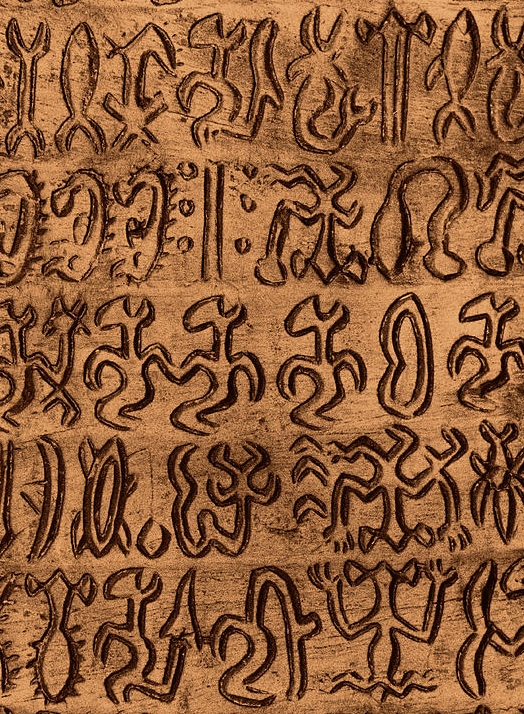
Ронго-ронго

Остров Пасхи (Рапа-Нуи) является пока единственным известным полинезийским островом, жители которого в прошлом использовали систему письма: предания, легенды, песнопения записывались рапануйцами на дощечках из дерева «кохау ронгоронго» (буквально: «дощечка для чтения нараспев») особыми значками или иероглифами. В 1864 году миссионер Э. Эйро сообщил первые сведения о наличии рапануйского письма. Памятники письменность ронго-ронго были обнаружена европейским миссионером в 1864 году, хотя контакты рапануйцев с европейскими мореплавателями начались с 1770 года. Есть предположения, что письмо ронго-ронго появилось после контактов с европейцами. По рассказам рапануйцев, на острове Пасхи существовало 3 вида письменности: ронго-ронго, та'у и мама, ни одна из которых до сих пор не дешифрована.
Предполагается, что окончательно знание этих письменностей было утрачено в 1862 году, когда почти все население, включая жрецов, было увезено в рабство на перуанских кораблях.
Дошедшие до нашего времени тексты Ронго-Ронго представляют собой фрагменты. Так как письменность до настоящего времени не дешифрована, существуют гипотезы, что это вообще не письменность в современном понимании, а сакральные идеограммы. Тем не менее выдвигаются также множество аргументов в пользу того, что письменность острова Пасхи является полноценным и осмысленным письмом, а не «мнемоническим» кодом фиксации информации.
В научной и околонаучной литературе было предложено множество попыток сопоставить письменность острова с другими письменностями различных народов мира, а также несколько попыток дешифровки и перевода, ни одна из которых не стала общепринятой. Наиболее объёмные опыты перевода принадлежат новозеландскому учёному С. Р. Фишеру (Оксфорд, 1997) и российской исследовательнице И. К. Фёдоровой (Санкт-Петербург, 2001). Большинство авторов исходит из того, что письмо иероглифическое, и в нём используется каталог из 790 знаков, составленный Т. С. Бартелем (1958).
Тем не менее И. К. и К. И. Поздняковы оспаривают это мнение и в ряде статей доказывают, что рапануйское письмо имеет всего 52 знака (все остальное — лишь графические варианты). Языковой основой письма является рапануйский язык, письмо — преимущественно слоговое.

## Лингвистическая характеристика

### Фонетика и фонология
Как и в других полинезийских языках, в рапануйском языке относительно мало согласных: [ʔ], [ŋ], [h], [k], [m], [n], [p], [r], [t], [v]. Отличительной особенностью является сохранение гортанной смычки, унаследованной из праполинезийского языка — например, в словах raʔa («солнце») или taʔu («год»).
В рапануйском языке имеется 5 гласных: [a], [e], [i], [o], [u], каждый из которых может быть как кратким, так и долгим. Гласный всегда является долгим, когда находится под ударением в конце слова.
Система согласных рапануйского языка:
|             | Губные | Альвеолярные | Велярные | Глоттальные |
| ----------- | ------ | ------------ | -------- | ----------- |
| Носовые     | m      | n            | ŋ        |             |
| Взрывные    | p      | t            | k        | ʔ           |
| Фрикативные | v      |              |          | h           |
| Одноударные |        | ɾ            |          |             |

Система гласных рапануйского языка (в словах могут встречаться любые сочетания гласных, кроме uo):
| подъём\ряд | Передний | Средний | Задний |
| Верхний    | i        |         | u      |
| Средний    | e        |         | o      |
| Нижний     |          | a       |        |
| ---------- | -------- | ------- | ------ |

Обычно ударение в рапануйском падает на предпоследний слог. Начальные гласные могут быть долгими в определённых словах — например, в трёхсложных, в которых ударение падает на конечный слог, или в редуплицированных. 
Все слоги в рапануйском — открытые (CV (согласный-гласный) или V (гласный)); согласные или их стечения на конце слова на встречаются (только в заимствованиях).

### Морфология

#### Редупликация
В рапануйском языке существует такое явление, как редупликация целых слов или слогов. Для описания цветов, для которых не является предопределённым слово, существительное дублируется, чтобы сформировать прилагательное: например: ‘ehu («туман») → ‘ehu ‘ehu «тёмно-серый»; tea («рассвет») → tea tea «белый». Кроме того, при формировании прилагательных от существительных редупликация целых слов может указывать на более активные действия: например: hatu («сплетать») → hatu hatu («оборачивать»).
Есть некоторые слова с очевидной редупликацией, первоначальный вид которых был утерян — например, rohi rohi («усталый»). 
Удвоение первого слога в глаголах может указывать на множество деятелей или дополнений в предложении: ꞌori «танцевать» — E ꞌoꞌori ro ꞌa «они все танцуют».
Редупликация последних двух слогов глагола указывает множество или интенсивность: Haʻaki («рассказывать») — Ka haʻaki («Расскажите историю») — Ka haʻakiʻaki («рассказать всю историю»).

#### Обладание
Посессив в рапануйском бывает отчуждаемый и неотчуждаемый. Различие маркировано притяжательными частицами, которые вставляются перед соответствующим местоимением. Притяжательные частицы:
- a (отчуждаемое);
- о (неотчуждаемое).

Не существует никаких маркеров, чтобы различать временное или постоянное владение, природу объектов обладания, или прошлое, настоящее или будущее обладание.

### Синтаксис
Основной порядок членов рапануйского предложения — VSO (сказуемое—подлежащее—дополнение), хотя под влиянием испанского языка в настоящее время также прослеживается порядок SVO:
- I hakauŋa ro au i a ia
- pst-send-real-I-acc-sg-he
- «Я послал его»;
- he tiŋa’i te ŋaŋata i te poki
- actn-hit-art-men-acc-art-child
- «Мужчины били мальчиков (в течение какого-то времени)».

#### Восклицание
Ko и ka являются восклицательными показателями. Ko предполагает личную реакцию:
- Ko Te Aroha («Бедняжка!»).

Ka предполагает реакцию на внешние события:
- Ka haʻakiʻaki («расскажи всю историю!»).

#### Вопросительные предложения
Вопросы, ответами на которые являются «да/нет», отличаются от утверждений главным образом по определённым чертам интонации. Тогда, когда чёткий ответ не ожидается, форма остаётся такой же, как и в утверждениях. Вопросу, ответом на который ожидается соглашение, предшествует hoki.

### Лексика

#### Сложные слова
Термины, которые не существовали в рапануйском языке, были введены в него как сложные слова:
- patia ika = «копьё рыба» = «гарпун»;
- patia kai = «копьё еда» = «вилка»;
- kiri vaʻe = «кожа нога» = «обувь»;
- pepe hoi = «стул лошадь» = «седло».

#### Заимствования
Словарный состав рапануйского языка включает в себя ряд заимствований, в которых встречаются согласные или их стечения на конце слова, хотя они и не встречаются в исконных словах — например:
- Great Britain (англ.) → Peretane (рапануйская адаптация);
- litro «литр».